# Pontigné
Cet article possède un paronyme, voir Pontigny (homonymie).
Pontigné est une ancienne commune française, située dans le département de Maine-et-Loire en région Pays de la Loire.
Le 1er janvier 2013, les communes de Baugé, Montpollin, Pontigné, Saint-Martin-d'Arcé et Le Vieil-Baugé se sont regroupées pour former la commune nouvelle dénommée Baugé-en-Anjou dont Pontigné constitue une commune déléguée.
Cette commune rurale se situe dans le Baugeois, à l'est de la ville de Baugé.

## Géographie

### Localisation
Ce village angevin de l'Ouest de la France se trouve dans le pays Baugeois, à l'est de Baugé, sur la route D 141 qui va à Baugé.
Le Baugeois est la partie nord-est du département de Maine-et-Loire. Il est délimité au sud par la vallée de l'Authion et celle de la Loire, et à l'ouest par la vallée de la Sarthe.

### Territoire
Sa superficie est de plus de 24 km2 (2 417 hectares), et son altitude varie de 47 à 92 mètres, pour une altitude moyenne de 70 mètres.
Pontigné se situe sur l'unité paysagère du Plateau du Baugeois. Le relief du Baugeois est principalement constitué d'un plateau, aux terrains sablonneux, siliceux ou calcaires, caractérisés par de larges affleurements sédimentaires, crétacés, sables et calcaires aux teintes claires.
Une partie de son territoire comporte des zones naturelles d'intérêt écologique, floristique et faunistique (ZNIEFF), pour la zone du bois et vallée du Couasnon entre Baugé et Pontigné, celle de la forêt de Chandelais et celles des bois de Vernus et de Lanfray.

### Géologie
La commune a livré des fossiles de la faune du miocène, entre −20 millions d'années et −16 millions d'années.

### Hydrographie
Son territoire est traversé par la rivière le Couasnon.

### Climat
Le climat angevin est tempéré, de type océanique. Il est particulièrement doux, compte tenu de sa situation entre les influences océaniques et continentales. Généralement les hivers sont pluvieux, les gelés rares et les étés ensoleillés. Le climat du Baugeois est plus continental : plus sec et chaud l'été.

### Aux alentours
Les communes les plus proches sont Saint-Martin-d'Arcé (3 km), Lasse (4 km), Baugé (5 km), Vaulandry (5 km), Bocé (6 km), Le Guédeniau (6 km), Chavaignes (6 km), Le Vieil-Baugé (6 km), Montpollin (6 km) et Auverse (8 km).

## Urbanisme
Morphologie urbaine : le village s'inscrit dans un territoire essentiellement rural.

## Toponymie
Formes anciennes du nom : Podentiniacus en 774, Decima Pontigneii en 1190, Parochia de Pontigne en 1287, Pontigné en 1793,.
Nom des habitants : les Pontatinacusains,.

## Histoire

### Préhistoire
La présence de plusieurs mégalithes (Polissoir de la Motte, Pierre-Couverte, menhir de la Motte, sépulture sous dalle du Grand Trouvé) et la découverte de vingt-deux haches en pierre polie sur le territoire de la commune attestent d'une occupation humaine dès le Néolithique.

### Moyen Âge
La seigneurie dépend de la terre de Bareille en Chalonnes-sous-le-Lude, appartenant aux seigneurs du Lude.
Au XVe siècle le roi René, qui aime venir chasser dans les forêts de la région, fait reconstruire le château de Baugé.

### Ancien Régime
Sous l'Ancien Régime, Pontigné dépend du diocèse d'Angers, de la sénéchaussée angevine de Baugé et du grenier à sel de Baugé.

### Époque contemporaine
À la réorganisation administrative qui suit la Révolution, en 1790 Pontigné est rattaché tout d'abord au canton de Lasse (1790) puis au canton de Baugé (1791). Il est intégré au district de Baugé puis en 1800 à l'arrondissement de Baugé, et à sa disparition en 1926, à l'arrondissement de Saumur.
À la fin du XIXe siècle la ligne de chemin de fer du Petit Anjou est construite, dont la ligne Angers-Noyant passant par Baugé, Pontigné et Lasse.
L'électricité arrive sur la commune à partir de 1938 et le réseau d'eau potable en 1969.

### Commune nouvelle de Baugé-en-Anjou
En juin 2011, cinq communes du Baugeois lancent un projet de fusion : Baugé, Montpollin, Pontigné, Saint-Martin-d'Arcé et Le Vieil-Baugé.
Après la consultation de la population par l'intermédiaire de réunions publiques en novembre et décembre 2011, et la validation de la charte Commune nouvelle du Baugeois, l'ensemble des conseils municipaux vote l'adoption du projet le 8 mars 2012 qui est validé par arrêté préfectoral le 30 mars suivant et mis en place le 1er janvier 2013.
| Nom de la commune   | Population (2010) | Surface (hectares) | Alt. mini (mètres) | Alt. maxi (mètres) |
| ------------------- | ----------------- | ------------------ | ------------------ | ------------------ |
| Baugé               | 3 681             | 855                | 41                 | 102                |
| Montpollin          | 214               | 449                | 56                 | 103                |
| Pontigné            | 257               | 2 417              | 47                 | 92                 |
| Saint-Martin-d'Arcé | 794               | 1 318              | 52                 | 95                 |
| Le Vieil-Baugé      | 1 266             | 2 863              | 27                 | 89                 |
| Ensemble            | 6 212             | 7 902              | 27                 | 103                |

En 2014, un nouveau projet de fusion se dessine, les municipalités de la communauté de communes du canton de Baugé envisageant de se réunir en une seule commune. Le 29 avril 2015, le conseil communautaire se prononce en faveur du projet de commune nouvelle constituée des communes déléguées de Baugé, Montpollin, Pontigné, Saint-Martin-d'Arcé, Le Vieil-Baugé, Clefs, Vaulandry, Bocé, Cuon, Chartrené, Cheviré-le-Rouge, Le Guédeniau, Échemiré, Fougeré, Saint-Quentin-lès-Beaurepaire. Le 18 mai, l'ensemble des conseils municipaux vote en faveur de la création de la commune nouvelle. L'arrêté préfectoral est signé le 10 juillet et porte sur la création au 1er janvier 2016 de la commune nouvelle de « Baugé-en-Anjou », groupant les communes de Baugé-en-Anjou, Bocé, Chartrené, Cheviré-le-Rouge, Clefs-Val d'Anjou, Cuon, Échemiré, Fougeré, Le Guédeniau et Saint-Quentin-lès-Beaurepaire.

## Politique et administration

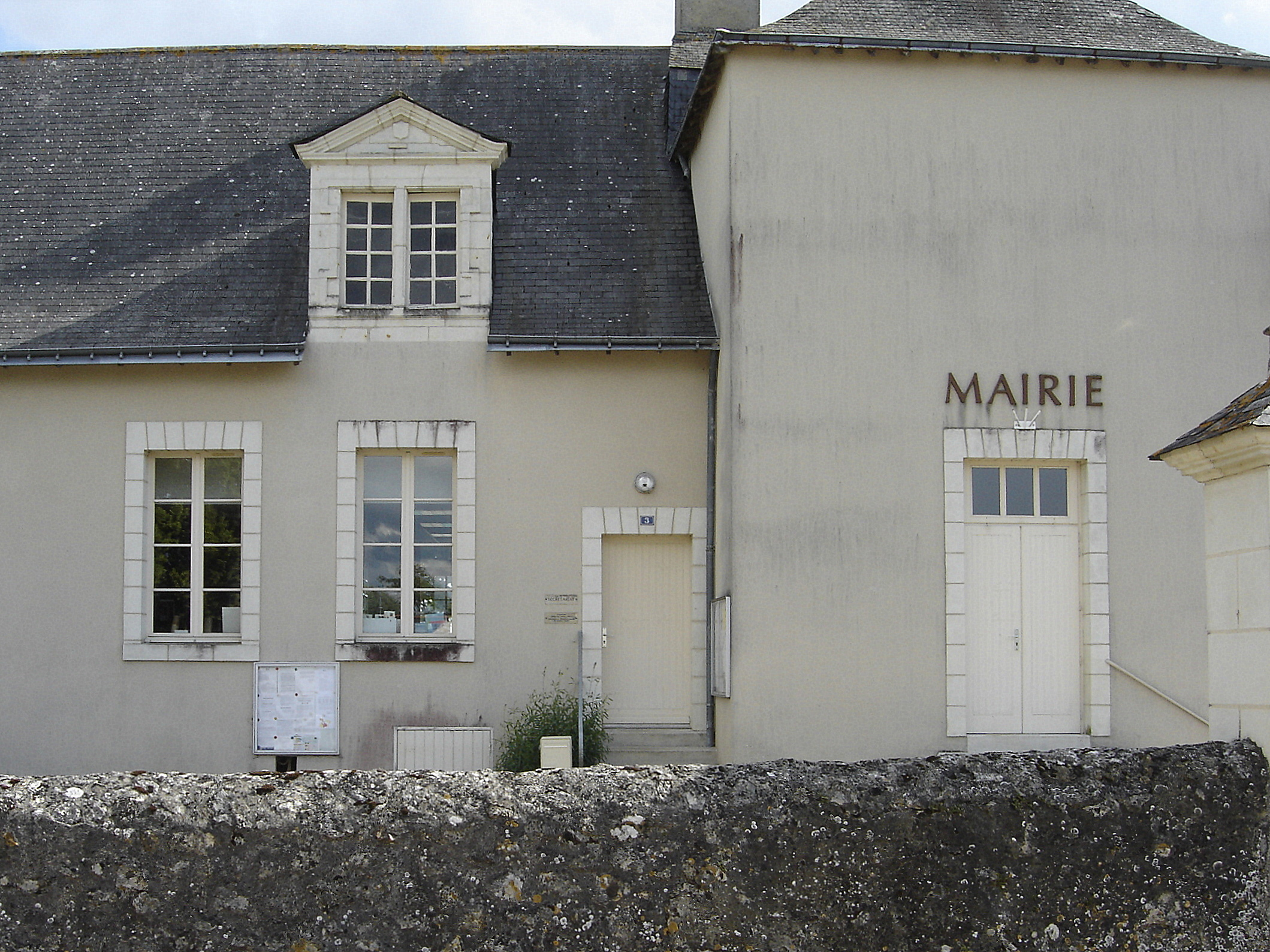
Mairie de Pontigné.

### Administration actuelle
Depuis le 1er janvier 2013, Pontigné constitue une commune déléguée au sein de la commune nouvelle de Baugé-en-Anjou et dispose d'un maire délégué.
| Période                                  | Période   | Identité            | Étiquette | Qualité                   |
| ---------------------------------------- | --------- | ------------------- | --------- | ------------------------- |
| janvier 2013                             | mars 2014 | Michel Sagon        |           | maire délégué de Pontigné |
| mars 2014                                | mai 2020  | Pierre-Jean Allaume |           | maire délégué de Pontigné |
| mai 2020                                 | en cours  | Joël Lambert        |           | maire délégué de Pontigné |
| Les données manquantes sont à compléter. |           |                     |           |                           |

### Administration ancienne
La commune est créée à la Révolution. Municipalité en 1790. Au 31 décembre 2012, le conseil municipal est composé de 11 élus.
| Période                                  | Période       | Identité                       | Étiquette | Qualité |
| ---------------------------------------- | ------------- | ------------------------------ | --------- | ------- |
| 1791                                     |               | Charles Joreau                 |           |         |
| 1792                                     |               | Jacques Souillet               |           |         |
| 1er messidor an VIII (20 juin 1800)      |               | Antoine Odiau                  |           |         |
| 4 novembre 1806                          |               | Georges-Louis Mabille du Chêne |           |         |
| 7 avril 1808                             |               | Despoullains                   |           |         |
| 12 juillet 1815                          |               | Mabille du Chêne               |           |         |
| 7 décembre 1815                          |               | Henri-Louis-René Jarret        |           |         |
| 15 novembre 1831                         |               | René Despoullains              |           |         |
| 1864                                     |               | Lelièvre                       |           |         |
| 1866                                     |               | Naulet                         |           |         |
| 1878                                     |               | Louis de Vernot de Jeux        |           |         |
| 1896                                     |               | Auguste Boutier                |           |         |
| 1935                                     |               | Eugène Marchand                |           |         |
| mai 1945                                 |               | Alex Luvoireau                 |           |         |
| octobre 1947                             |               | Louis Boyeau                   |           |         |
| mars 1959                                |               | Eugène Crétan                  |           |         |
| mars 1977                                |               | Roger Thourault                |           |         |
| mars 1983                                | mars 2008     | Albert Boyeau                  |           |         |
| mars 2008                                | décembre 2012 | Michel Sagon                   |           |         |
| Les données manquantes sont à compléter. |               |                                |           |         |

### Jumelage
La commune ne comporte pas de jumelage.

### Ancienne situation administrative

#### Intercommunalité
Au 31 décembre 2012, la commune de Pontigné est intégrée à la communauté de communes canton de Baugé ; structure intercommunale ayant pour objet d'associer des communes au sein d'un espace de solidarité, en vue de l'élaboration d'un projet commun de développement et d'aménagement de l'espace.
Créée en 1994, cette structure intercommunale regroupe jusqu'en décembre 2012 quinze communes du canton, dont Baugé, Montpollin, Pontigné, Saint-Martin-d'Arcé et Le Vieil-Baugé.
La communauté de communes est, à cette date, membre du syndicat mixte Pays des Vallées d'Anjou (SMPVA), structure administrative d'aménagement du territoire regroupant six communautés de communes : Beaufort-en-Anjou, Canton de Baugé, Canton de Noyant, Loir-et-Sarthe, Loire Longué, Portes-de-l'Anjou.

#### Autres administrations
Au 31 décembre 2012, la commune de Pontigné est adhérente du conseil de développement du Pays des Vallées d'Anjou (CDPVA), du syndicat intercommunal d'eau et d'assainissement de l'agglomération baugeoise, du syndicat mixte intercommunal de valorisation et de recyclage thermique des déchets de l'Est Anjou (SIVERT), du syndicat intercommunal pour l'aménagement du Couasnon (SIAC).
Le SIVERT est, à cette date, le syndicat intercommunal de valorisation et de recyclage thermique des déchets de l'Est Anjou, situé à Lasse.

#### Autres circonscriptions
Au 31 décembre 2012, la commune de Pontigné fait partie du canton de Baugé et de l'arrondissement de Saumur.
Le canton de Baugé comprend en décembre 2012 quinze communes. C'est l'un des quarante et un cantons que comptait le département ; circonscriptions électorales servant à l'élection des conseillers généraux, membres du conseil général du département.
À cette date, Pontigné est dans la troisième circonscription de Maine-et-Loire, composée de huit cantons dont Longué-Jumelles et Noyant. La troisième circonscription de Maine-et-Loire est l'une des sept circonscriptions législatives que compte le département.

## Population et société

### Évolution démographique
L'évolution du nombre d'habitants est connue à travers les recensements de la population effectués dans la commune depuis 1793. À partir du 1er janvier 2009, les populations légales des communes sont publiées annuellement dans le cadre d'un recensement qui repose désormais sur une collecte d'information annuelle, concernant successivement tous les territoires communaux au cours d'une période de cinq ans. 
Pour les communes de moins de 10 000 habitants, une enquête de recensement portant sur toute la population est réalisée tous les cinq ans, les populations légales des années intermédiaires étant quant à elles estimées par interpolation ou extrapolation. Pour la commune, le premier recensement exhaustif entrant dans le cadre du nouveau dispositif a été réalisé en ,.
En 2010, la commune comptait 257 habitants.
| 1831 | 1836 | 1841 | 1846 | 1851 | 1856 | 1861 | 1866 | 1872 |
| ---- | ---- | ---- | ---- | ---- | ---- | ---- | ---- | ---- |
| 811  | 734  | 732  | 692  | 689  | 641  | 656  | 636  | 616  |

| 1876 | 1881 | 1886 | 1891 | 1896 | 1901 | 1906 | 1911 | 1921 |
| ---- | ---- | ---- | ---- | ---- | ---- | ---- | ---- | ---- |
| 599  | 572  | 559  | 543  | 537  | 546  | 531  | 542  | 439  |

| 1926 | 1931 | 1936 | 1946 | 1954 | 1962 | 1968 | 1975 | 1982 |
| ---- | ---- | ---- | ---- | ---- | ---- | ---- | ---- | ---- |
| 437  | 429  | 418  | 427  | 402  | 354  | 348  | 299  | 225  |

| 1990 | 1999 | 2004 | 2006 | 2009 | 2010 | - | - | - |
| ---- | ---- | ---- | ---- | ---- | ---- | - | - | - |
| 192  | 214  | 254  | 255  | 260  | 257  | - | - | - |

### Pyramide des âges
La population de la commune est relativement jeune. Le taux de personnes d'un âge supérieur à 60 ans (18,8 %) est en effet inférieur au taux national (21,8 %) et au taux départemental (21,4 %).
Contrairement aux répartitions nationale et départementale, la population masculine de la commune est supérieure à la population féminine (52,3 % contre 48,7 % au niveau national et 48,9 % au niveau départemental).
La répartition de la population de la commune par tranches d'âge est, en 2008, la suivante :
- 52,3 % d'hommes (0 à 14 ans = 25 %, 15 à 29 ans = 12,5 %, 30 à 44 ans = 22,1 %, 45 à 59 ans = 19,9 %, plus de 60 ans = 20,6 %) ;
- 47,7 % de femmes (0 à 14 ans = 22,6 %, 15 à 29 ans = 11,3 %, 30 à 44 ans = 27,4 %, 45 à 59 ans = 21,8 %, plus de 60 ans = 16,9 %).

| Hommes | Classe d’âge | Femmes |
| ------ | ------------ | ------ |
| 1,5    | 90 ans ou +  | 0,8    |
| 5,9    | 75 à 89 ans  | 4,0    |
| 13,2   | 60 à 74 ans  | 12,1   |
| 19,9   | 45 à 59 ans  | 21,8   |
| 22,1   | 30 à 44 ans  | 27,4   |
| 12,5   | 15 à 29 ans  | 11,3   |
| 25,0   | 0 à 14 ans   | 22,6   |

| Hommes | Classe d’âge | Femmes |
| ------ | ------------ | ------ |
| 0,4    | 90 ans ou +  | 1,1    |
| 6,3    | 75 à 89 ans  | 9,5    |
| 12,1   | 60 à 74 ans  | 13,1   |
| 20,0   | 45 à 59 ans  | 19,4   |
| 20,3   | 30 à 44 ans  | 19,3   |
| 20,2   | 15 à 29 ans  | 18,9   |
| 20,7   | 0 à 14 ans   | 18,7   |

### Vie locale

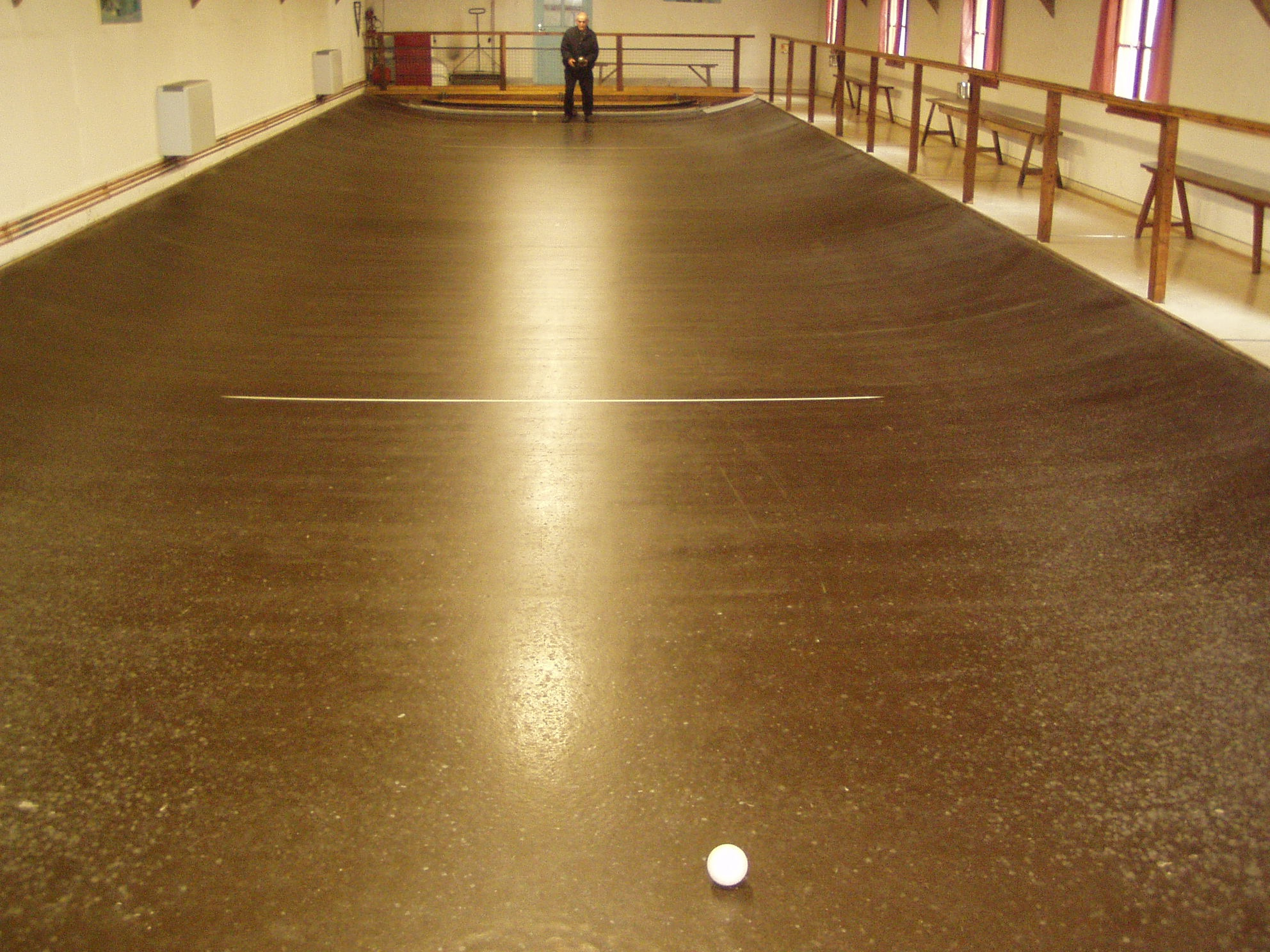
Terrain de boule de fort à Pontigné.

Services publics présents sur la commune : mairie. Il n'y a plus d'école depuis 1973. Les autres services publics se trouvent à Baugé, dont le collège et le centre de secours.
L'hôpital intercommunal du Baugeois et de la Vallée, ainsi que les maisons de retraite, se situent à Baugé.
La collecte des déchets ménagers (tri sélectif) est organisée par la Communauté de Communes du Canton de Baugé. La déchèterie intercommunale se situe sur la commune de Saint-Martin-d'Arcé.
Très répandu dans le Baugeois, un cercle de Boule de fort est présent sur la commune.

## Économie
Commune principalement agricole, sur 32 établissements présents sur la commune à fin 2009, 63 % relèvent du secteur de l'agriculture, et l'année suivante, en 2010, sur 33 établissements, 61 % relèvent du secteur de l'agriculture (pour une moyenne de 17 % sur le département), 6 % du secteur de l'industrie, 6 % du secteur de la construction, 21 % de celui du commerce et des services et 6 % du secteur de l'administration et de la santé.
Liste des AOC sur le territoire :
- IGP Bœuf du Maine, IGP Porc de la Sarthe, IGP Volailles de Loué, IGP Volailles du Maine, IGP Œufs de Loué,
- IGP Cidre de Bretagne ou Cidre breton,
- IGP Maine-et-Loire blanc, IGP Maine-et-Loire rosé, IGP Maine-et-Loire rouge.

## Culture et patrimoine

### Lieux et monuments
La commune de Pontigné comporte plusieurs inscriptions à l'inventaire du patrimoine, dont deux monuments historiques.
- La Pierre-Couverte, dolmen classé monument historique en 1910[45].
- Église paroissiale Saint-Denis, Monument historique classé en 1862 (PA00109234).
Bâtie aux XIe et XIIIe siècles, elle possède un clocher tors qui a été construit tors dès l'origine. Il a été restauré en 2005. La charpente de cette flèche s'appuie directement sur les murs de l'église. Le clocher est d'abord carré, recouvert d'ardoises, puis sa forme devient octogonale par l'adjonction de pans coupés dans les angles.
L'église contient des peintures murales du XIIIe siècle : Christ en majesté et symboles des quatre évangélistes, martyre de Saint-Étienne, résurrection de Lazare dans l'absidiole Nord du chœur. Dans l'absidiole[Note 2] Sud on peut admirer une fresque représentant une vierge en Majesté, entourée de l'Annonciation, la Nativité et l'Adoration des bergers. Les chapiteaux avec leurs monstres et figures grotesques, sont également intéressants.

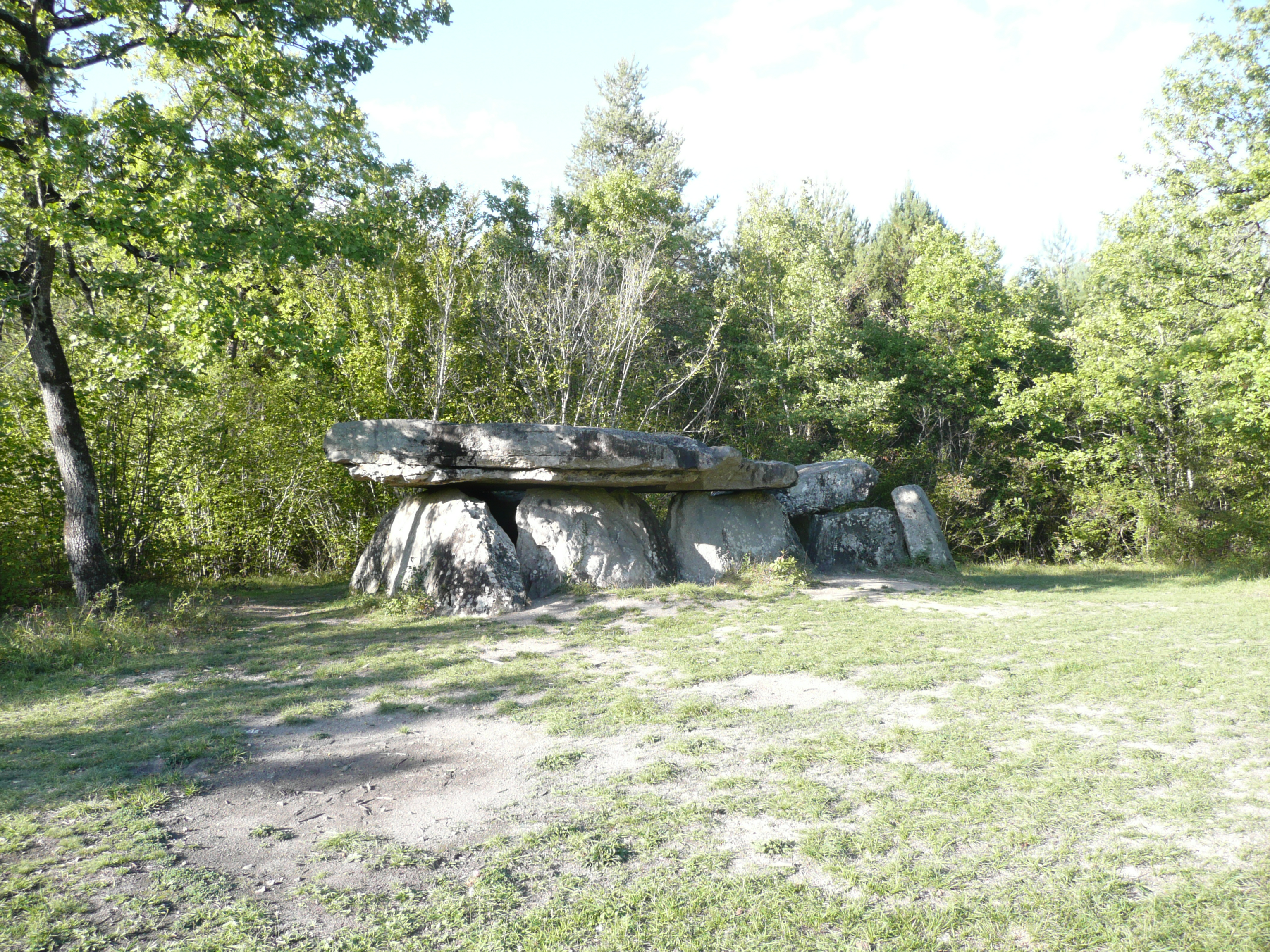
Dolmen de Pierre Couverte.
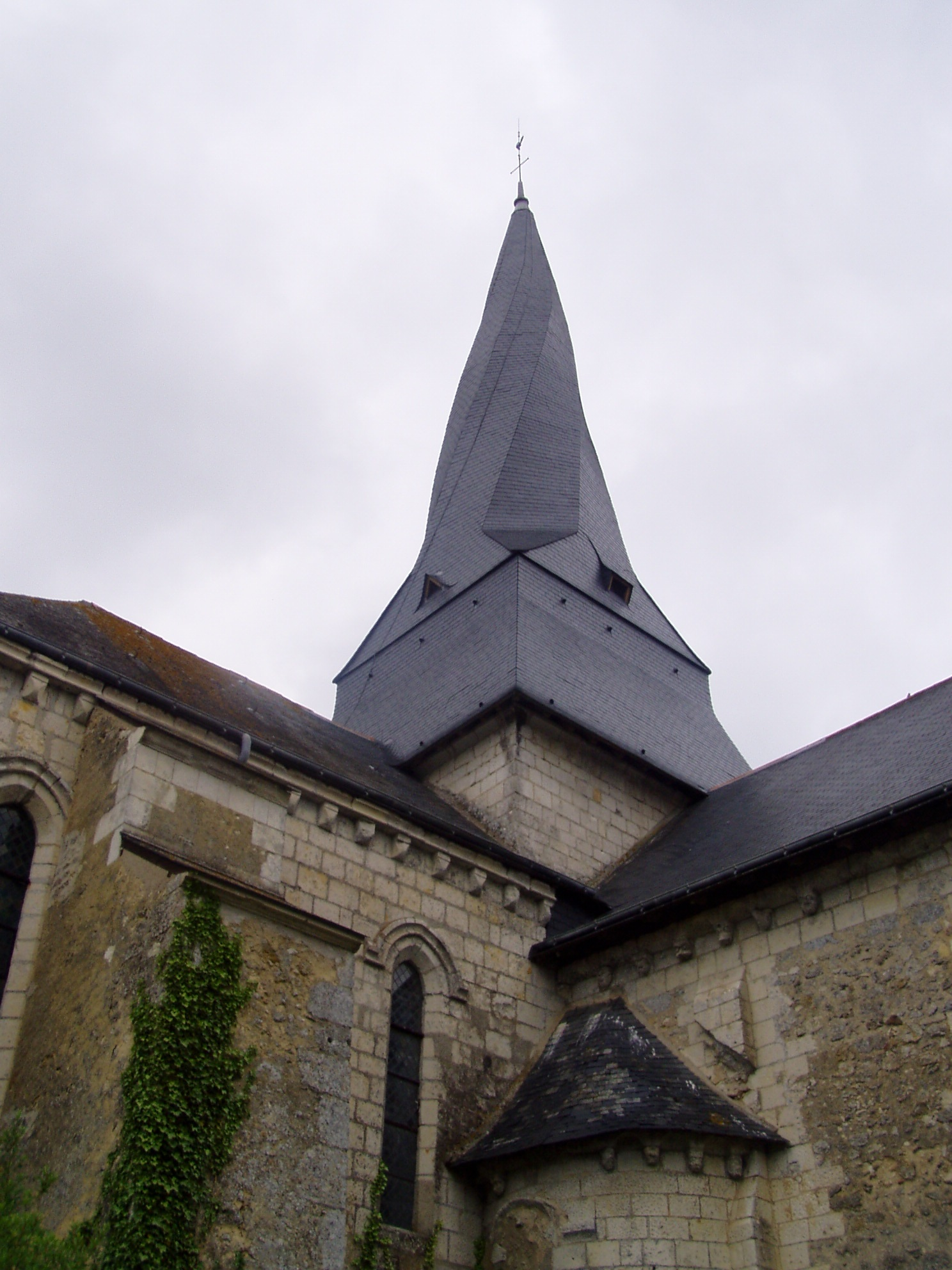
Le clocher tors de l'église Saint-Denis.
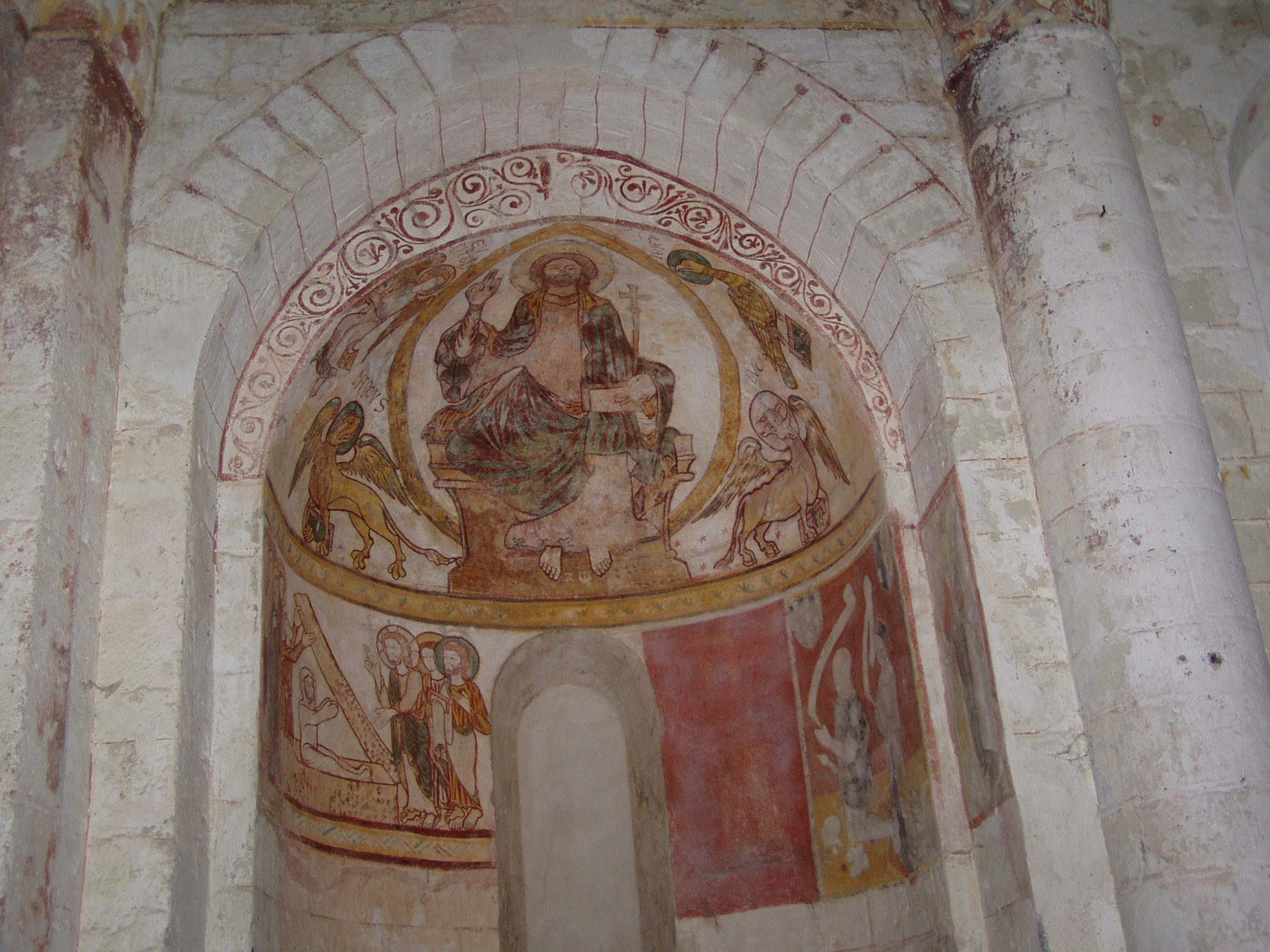
Église - Le Christ en majesté.
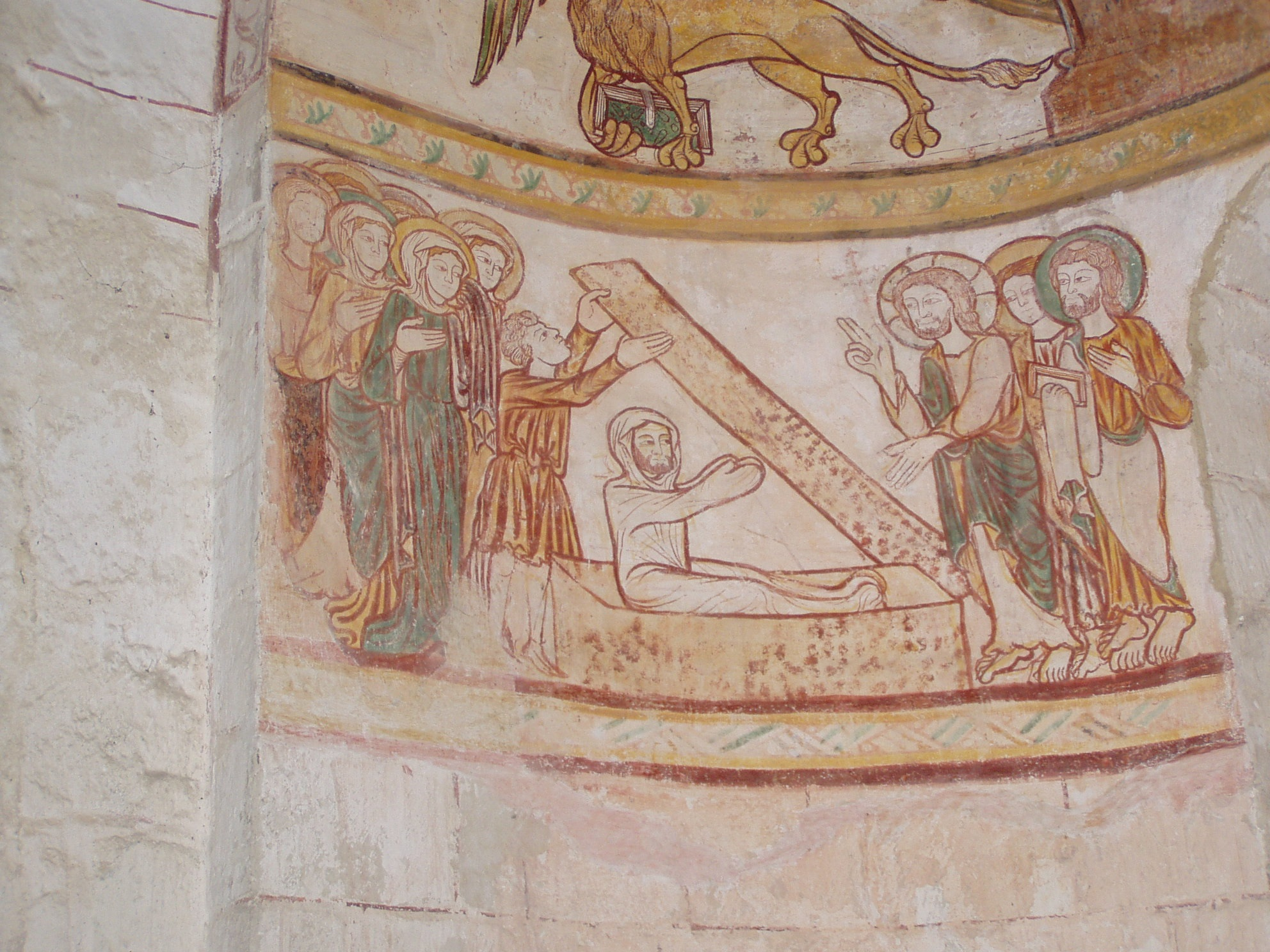
Église - Résurrection de Lazare.
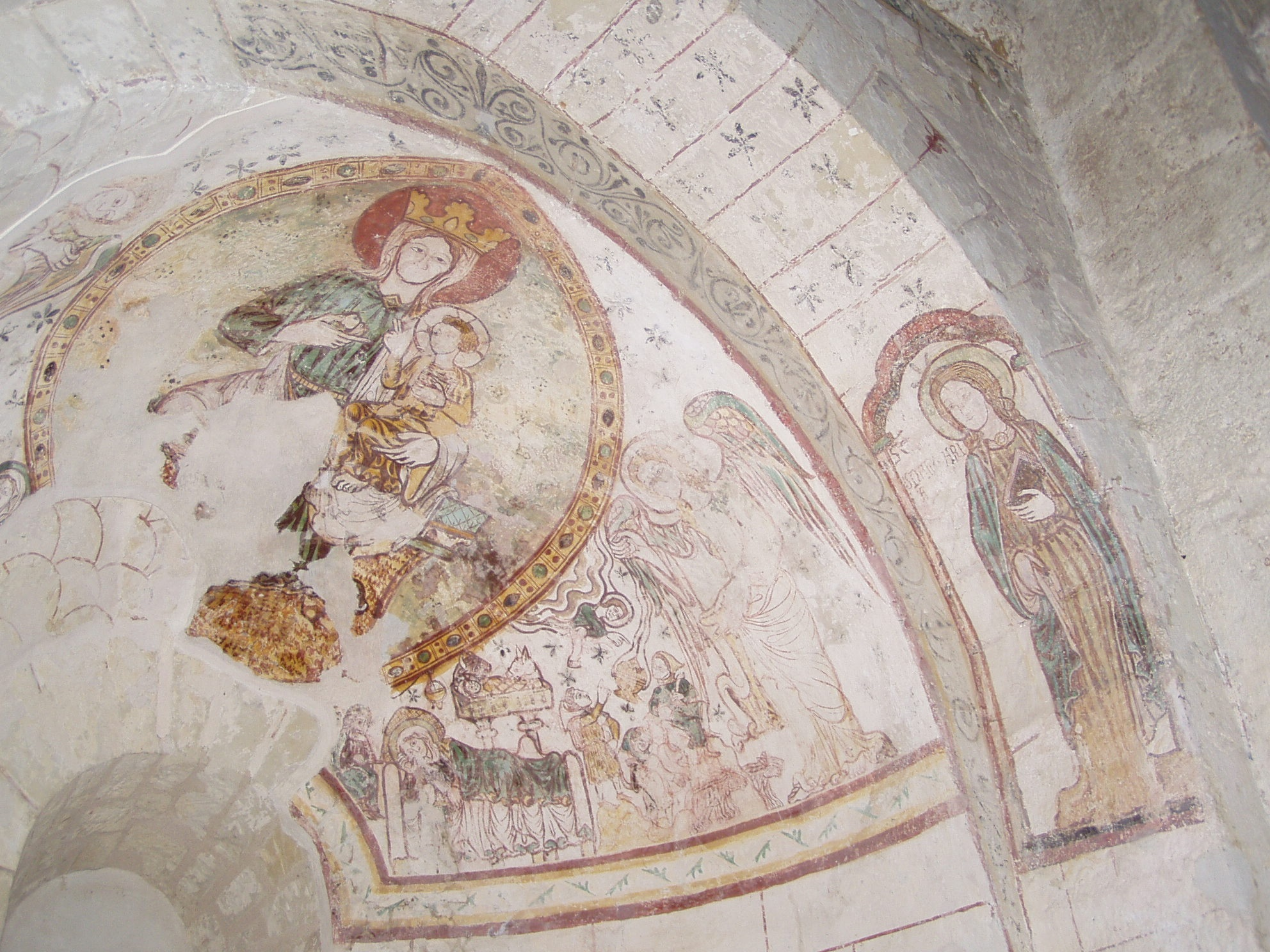
Église - Vierge en majesté.
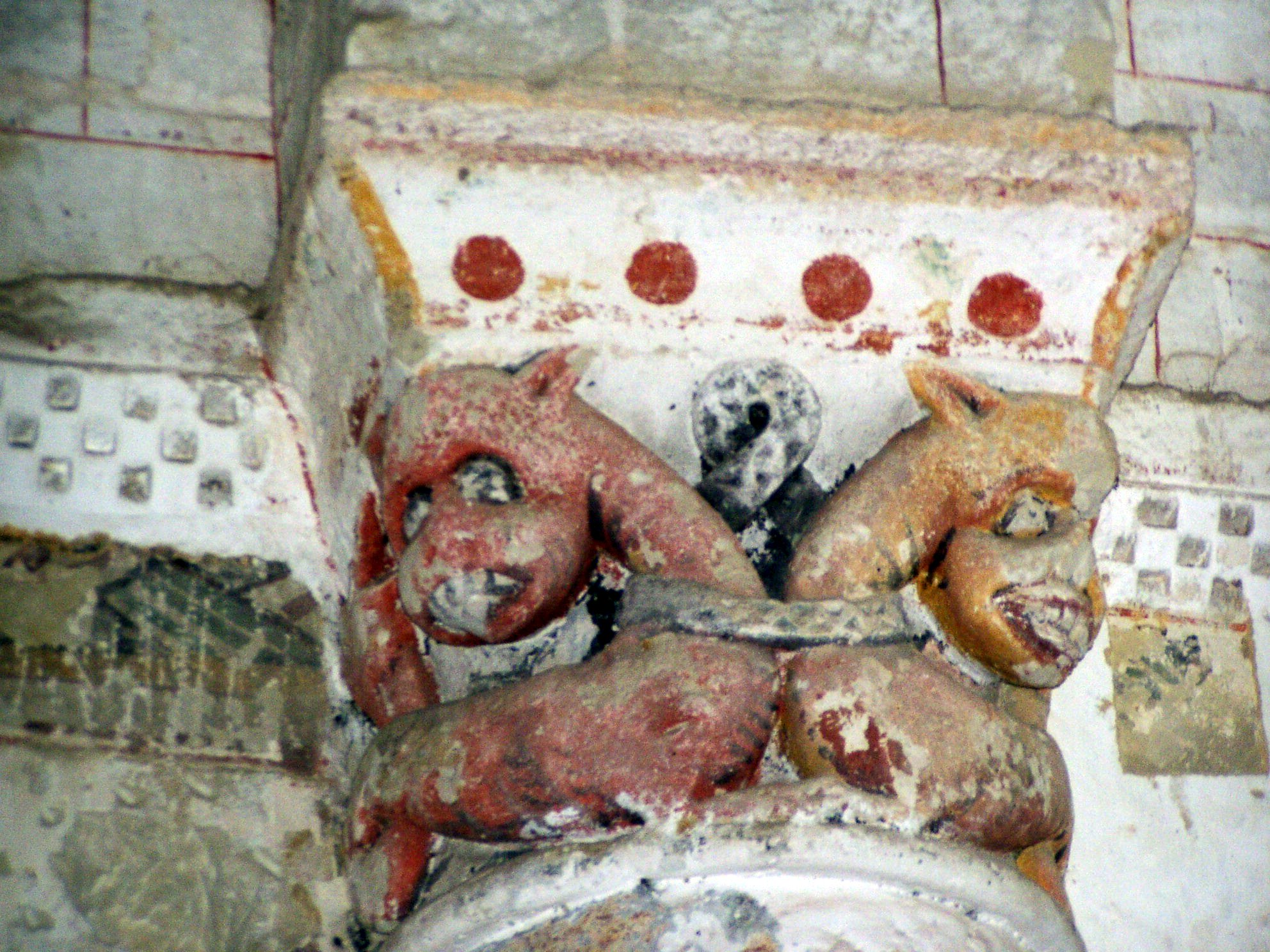
Église - Un des chapiteaux.
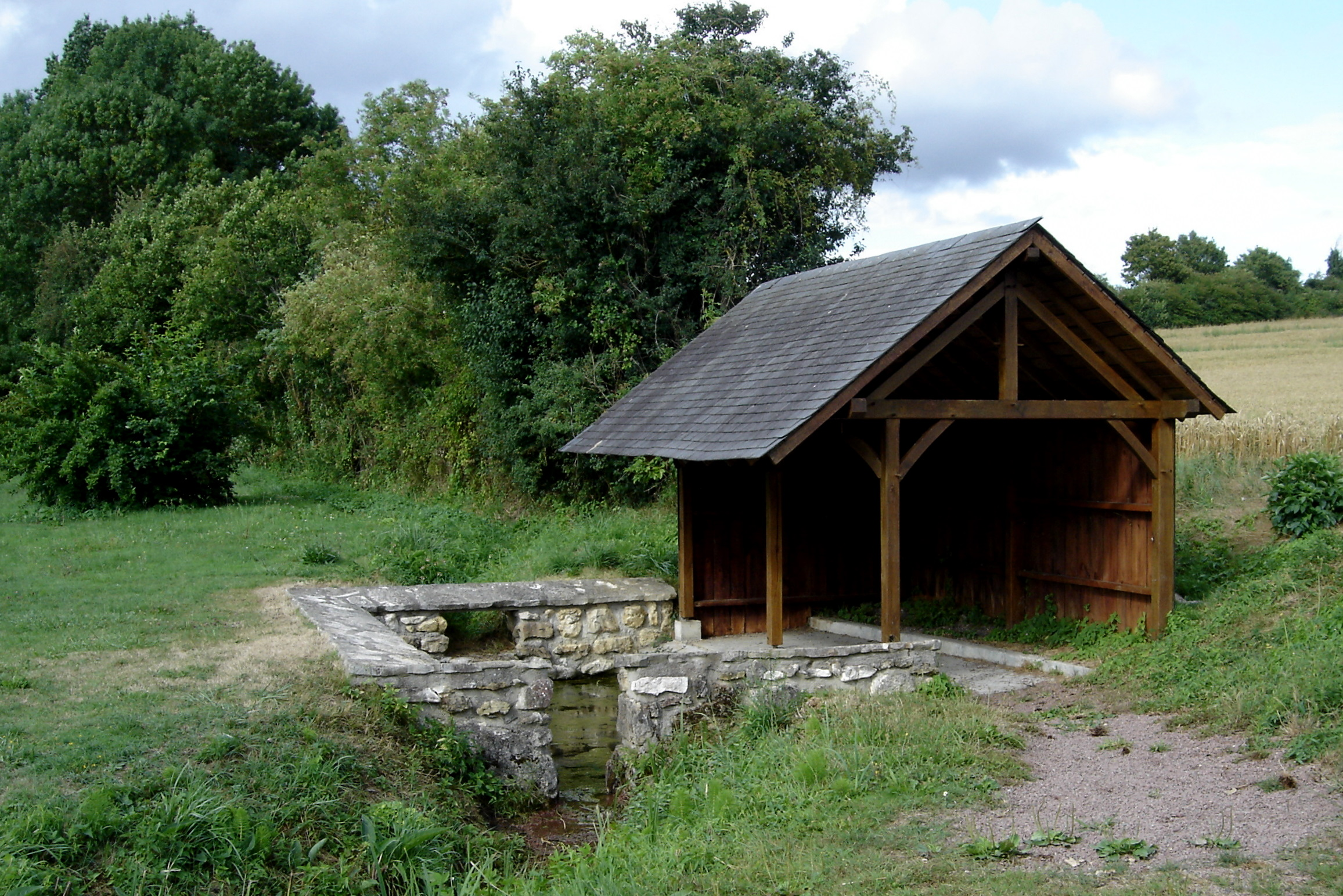
Le lavoir.

- Château de Grésillon, du XIXe siècle, château initial construit vers 1585, détruit, château reconstruit à son emplacement en 1882, Inventaire général.
- Plusieurs fermes et maisons, des XVe, XVIe, XVIIe, XVIIIe et XIXe siècles, Inventaire général.
- Manoir la Grande-Motte, des XVIIIe et XIXe siècles, fief et seigneurie de la Motte alias la Noiraie au XVIIe siècle, Inventaire général.
- Manoir le Grand-Trouvé, des XVIe, XVIIIe et XIXe siècles, Inventaire général.
- Manoir le Plessis, des XVIIe et XIXe siècles, Inventaire général.
- Plusieurs moulins, des XIe, XVe, XVIe, XVIIe et XIXe siècles, Inventaire général.
- Presbytère, des XVe, XVIIIe et XIXe siècles, Inventaire général.